# Ижевский автобус
Ижевский автобус — система автобусного транспорта в городе Ижевск, столице Удмуртской Республики. Включает в себя все городские маршруты, проходящих по территории города, а также маршруты, соединяющие Ижевск с его пригородными районами, территориально располагающимися в Завьяловском районе Удмуртии.
Основным автобусным перевозчиком является ОАО «ИПОПАТ» (Ижевское производственное объединение пассажирского автотранспорта), который обслуживает подавляющее большинство городских и пригородных маршрутов Ижевска по регулируемому тарифу. Маршруты нерегулируемого тарифа обслуживаются небольшими перевозчиками, работающими в режиме маршрутного такси на автобусах малой вместимости.
Организатором автобусного движения в городе по муниципальным маршрутам с правом осуществления конкурсов между перевозчиками на обслуживание маршрутов по регулируемым и нерегулируемым тарифам является Администрация города Ижевска в лице Управления благоустройства и охраны окружающей среды.

## История
8 июня 1932 г. два автобуса Московского завода АМО открыли первый в Ижевске (и в Удмуртии) автобусный пассажирский маршрут.
В 1933 г. водитель А. И. Гурьянов и зам. директора отделения Автогужтреста М. А. Некрасов открыли первый загородный пассажирский маршрут Ижевск — Чепца.
ИПАП-1 с декабря 1939 г. по 1970 г. именовалось Ижевская автомобильная транспортная контора Управления автомобильного транспорта при СНК УАССР (после войны при СМ УАССР), сокращенно Автоконтора 1. Располагалась, как и сейчас, на Ленинградской ул., 1а.
8 мая 1973 года приказом по Удмуртскому транспортному управлению №149 на базе Ижевского пассажирского автотранспортного предприятия №3 (ИПАП-3) и Ижевского пассажирского автотранспортного предприятия №1 (ИПАП-1) было создано Ижевское производственное объединение пассажирского автотранспорта (ИПОПАТ). Генеральным директором объединения (ИПОПАТ) назначен директор бывшего ИПАП-3 Г. П. Чукавин.
Бывшее ИПАП-3 создано на базе вновь построенного гаража на 200 мест и мастерских на ул. Буммашевской в 1970 г. с выделением ему двух автоколонн ИПАП-1.
До реорганизации в Автоконтору предприятие имело названия:
Ижевская автобаза (ноябрь 1939 г.);
Удмуртский республиканский
Aвтомобильный трест (октябрь 1939);
Автогужтрест УАССР (1935 — сентябрь 1939 г.);
Ижевское отделение Горьковского Автогужтреста (1933—1935 гг.);
С 1987 по 1997 годы начальником (должность бывшего генерального директора) ИПОПАТ был В. И. Засыпкин.
С мая 1997 года по март 2007 г. начальником ИПОПАТ работал М. И. Копосов.
Весной 2007 г. предприятие было преобразовано в Открытое акционерное общество.
Генеральным директором назначен Пивош Дмитрий Николаевич.

## Автобусные парки
| Автобусный парк | Адрес                         |
| --------------- | ----------------------------- |
| Автобусный парк | Голублева д. 1(с 28 июня 2024 |

## Действующие
По состоянию на 2024 год в ижевске действует 26 маршрутов, не включая пригородных.
| №  | Маршрут | Примечание                                                                                       |
| -- | --- | ------------------------------------------------------------------------------------------------ |
| 2  | Собор Александра Невского → Медведево (Горького-Маяковского-Сарапульский тракт-Медведево) |                                                                                                  |
| 6  | Собор Александра Невского → Люлли (Горького-Маяковского-Сарапульский тракт-Люлли) |                                                                                                  |
| 7  | Собор Александра Невского → База Строймеханизации (Горького-Новоажимова-Азина-Областная-Трудовая-Автономная) |                                                                                                  |
| 8  | Станкострой → Малиновая гора (Проезд им. Дерябина-Горького-Новоажимова-Клубная-Телегина;Баранова-Заречное шоссе-Шабердинский тракт) | Укороченная версия маршрута (8к) идёт от остановки "Пирожковая/улица Ленина" по выходным дням    |
| 9  | Собор Александра Невского → Шунды (Горького-Новоажимова-Азина-Тракторная) |                                                                                                  |
| 11 | Собор Александра Невского → улица Фурманова (Горького-Новоажимова-Азина) |                                                                                                  |
| 12 | Станкострой → Автозавод/Разворотное Кольцо (Проезд им. Дерябина-Ленина-Горького-Советская-Удмуртская-10 лет Октября-9 января-Ворошилова-Петрова-Сабурова-Автозаводская)                                                                                                  | Укороченная версия маршрута (12к) идёт от остановки "Собор Александра Невского"                  |
| 15 | Станкострой → Металлобаза (Проезд им. Дерябина-Ленина-Горького-Карла Либкнехта-Карла Маркса--Чугуевского-Красноармейская-Железнодорожный переулок-Маркина) | Укороченная версия маршрута (15к) идёт от остановки "Собор Александра Невского" по выходным дням |
| 16 | УБР → Микрорайон "Север" (Смирново-Воткинское шоссе-Удмуртская) |                                                                                                  |
| 19 | Выставочная → Чугуевского (СХВ-Выставочная-Воткинское шоссе-Удмуртская-Холмогорова-Пушкинская-Чугуевского;разворот по Карла Маркса и К.Либкнехта) |                                                                                                  |
| 21 | Сад "Трудовая пчела" → Транссельхозтехника (Вараксино-Шабердинский тракт-Заречное шоссе-Телегина;Баранова-Клубная-Новоажимова-Азина-Областная-Гагарина) |                                                                                                  |
| 22 | Архитектурная улица → микрорайон Нагорный (Пазелы-СХВ-Выставочная-Воткинское шоссе-9 января-Дзержинского-Буммашевская-Удмуртская-Карла Либкнехта-Пушкинская-Чугуевского-Карла Маркса-Магистральная-Гагарина-Механизаторская-Локомотивная-Московская)                     |                                                                                                  |
| 23 | 9 января → Школа №94 (Дзержинского-Буммашевская-Удмуртская-Воткинское шоссе-Копровый проезд-Спортивная-Старки) |                                                                                                  |
| 25 | Завод "Пластмасс" → микрорайон Нагорный (Автозаводская-Петрова-Труда-Молодёжная-Первомайская-40 лет Победы-Орджоникидзе-Промышленная-Воровского-Карла Либкнехта-Красноармейская-Чугуевского-Карла Маркса-Магистральная-Гагарина-Механизаторская-Локомотивная-Московская) |                                                                                                  |
| 26 | 16-я улица → улица Берша (Баранова-Клубная-Новоажимова-Горького-Советская- -Пушкинская-Майская-Удмуртская-Буммашевская-Дзержинского-9 января-Ворошилова-Петрова-Сабурова-Берша)                                                                                          | Маршрут буднего дня                                                                              |
| 27 | Рембыттехника → улица Кузебая Герда (Ленина-Молодёжная-Труда-Петрова-Автозаводская-10 лет Октября-Удмуртская-Советская-Горького-Новоажимова-Клубная-Олега Кошевого) | Удлинённая версия маршрута идёт до остановки "Новые парники"                                     |
| 28 | Колледж государственной и муниципальной службы → городок Металлургов (Октябрьский-Ленина-Советская-Пушкинская-Холмогорова-Фруктовая-Школьная-50 лет ВЛКСМ) | Удлинённая версия маршрута идёт до остановки "Посёлок Первомайский"                              |
| 29 | ПКиО им.Кирова → Рембыттехника (Кирова-30 лет Победы-50 лет ВЛКСМ-Холмогорова-Удмуртская-Буммашевская-Дзержинского-9 января-Ворошилова-Петрова-Труда-Молодёжная-Ленина)                                                                                                  |                                                                                                  |
| 31 | Рембыттехника → Дом печати (Ленина-Молодёжная-Труда-Петрова-Сабурова-Берша-Автозаводская-Ворошилова-9 января-Дзержинского-Буммашевская-Воткинское шоссе) | Маршрут буднего дня                                                                              |
| 34 | Садоогороды → Станкострой (Шабердинский тракт-Олега Кошевого-Клубная-Новоажимова-Горького-Проезд им. Дерябина) | Маршрут буднего дня                                                                              |
| 36 | Завод "Пластмасс → микрорайон Нагорный (Автозаводская-Ворошилова-9 января-Воткинское шоссе-Холмогорова-Школьная-50 лет ВЛКСМ-30 лет Победы-Кирова-Горького- -Новоажимова-Азина-Гагарина-Механизаторская-Локомотивная)                                                    |                                                                                                  |
| 40 | Собор Александра Невского → Автозавод/Разворотное кольцо (Советская-Ленина-Союзная-Автозаводская) |                                                                                                  |
| 41 | Собор Александра Невского → Совхоз Металлург (Горького-Маяковского-Сарапульский тракт) |                                                                                                  |
| 56 | Собор Александра Невского → Игерман (Горького-Кирова-Песочная-Якшур-Бодьинский тракт |                                                                                                  |
| 73 | Собор Александра Невского → Шунды (Горького-Новоажимова-Азина-Нагорная-Кирпичная-Тракторная) |                                                                                                  |
| 79 | ПКиО им.Кирова → улица Берша (Кирова-30 лет Победы-50 лет ВЛКСМ-Холмогорова-Пушкинская-Майская-Удмуртская-Советская-Ленина-Молодёжная-Труда-Петрова-Сабурова-Берша) |                                                                                                  |

## Закрытые
| №  | Маршрут | Примечание |
| -- | --- | --- |
| 1  | Собор Александра Невского → улица Фурманова (Горького-Маяковского-Магистральная-Гагарина-Московская)                                                                     | |
| 3  | Новые парники → Малиновая гора (Курековская-Живсовхозная-Машиностроитель-Шевченко-Шабердинский тракт)                                                                    | |
| 4  | Центр → Геофизика/Транссельхозтехника (Горького-Маяковского-Гагарина) | |
| 5  | Станкострой → улица Кузебая Герда (Проезд им. Дерябина-Горького-Новоажимова-Клубная-Олега Кошевого)                                                                      | |
| 10 | Завод "Пластмасс" → Собор Александра Невского (Автозаводская-Петрова-Труда-Молодёжная-Ленина-Советская)                                                                  | Закрыт в связи с продлением 25 маршрута до завода "Пластмасс". В 2010 году из-за ремонта трамвайных путей на улице Ленина на недолгое время был введён в эксплуатацию до остановки "4 микрорайон". В настоящее время заменён маршрутным такси               |
| 13 | Улица Труда → Станкострой (Труда-Петрова-Ворошилова-9 января-Дзержинского-Буммашевская-Удмуртская-Советская-Горького-Проезд им. Дерябина)                                | |
| 14 | Завод "Пластмасс" → городок Металлургов (Автозаводская-Ворошилова-9 января-Дзержинского-Буммашевская-Удмуртская-Кирова-30 лет Победы-50 лет ВЛКСМ-Фруктовая-Школьная)    | Закрыт в связи с продлением и объединением с 36 маршрутом до завода "Пластмасс". После закрытия "14" движение городских автобусов по ул. Кирова между ул. Горького и ул. Удмуртская больше не осуществляется, но некоторые павильоны остановок сохранились. |
| 17 | 9 января → СХВ (Дзержинского-Буммашевская-Удмуртская-Воткинское шоссе-Выставочная-СХВ)                                                                                   | |
| 18 | Центр → Автозавод (Советская-Пушкинская-Холмогорова-Удмуртская-Буммашевская-Дзержинского-9 января-Ворошилова-Петрова-Сабурова-Автозаводская)                             | Заменён маршрутным такси |
| 20 | Городок Металлургов → МСК 14 (Школьная-50 лет ВЛКСМ-30 лет Победы-Кирова-Горького-Новоажимова-Телегина)                                                                  | |
| 24 | 16-я улица → Автозавод/Разворотное кольцо (Баранова-Клубная-Новоажимова-Горького-Советская-Удмуртская-10 лет Октября-9 января-Ворошилова-Петрова-Сабурова-Автозаводская) | |
| 30 | Собор Александра Невского → 8-й микрорайон (Советская-Ленина-Союзная) | Удлинённая версия маршрута шла от остановки "Улица Ленина/Пирожковая". Закрыт из-за дублирования 40 маршрута |
| 32 | Станкострой → Посёлок Октябрьский (Проезд им. Дерябина-Советская-Ленина-Октябрьский                                                                                      | Закрыт в связи с продлением 28 маршрута |
| 37 | 9 января → Оранжерейный комплекс (Дзержинского-Буммашевская-Удмуртская-Воткинское шоссе-Выставочная-СХВ-Пазелы)                                                          | Закрыт в связи с продлением 22 маршрута |
| 78 | Парк имени Кирова → 8-й микрорайон (Кирова-30 лет Победы-50 лет ВЛКСМ-Холмогорова-Пушкинская-10 лет Октября-9 января-Ворошилова-Петрова-Молодёжная-Ленина-Союзная)       | Закрыт в связи с открытием 79 маршрута |

## Подвижной состав

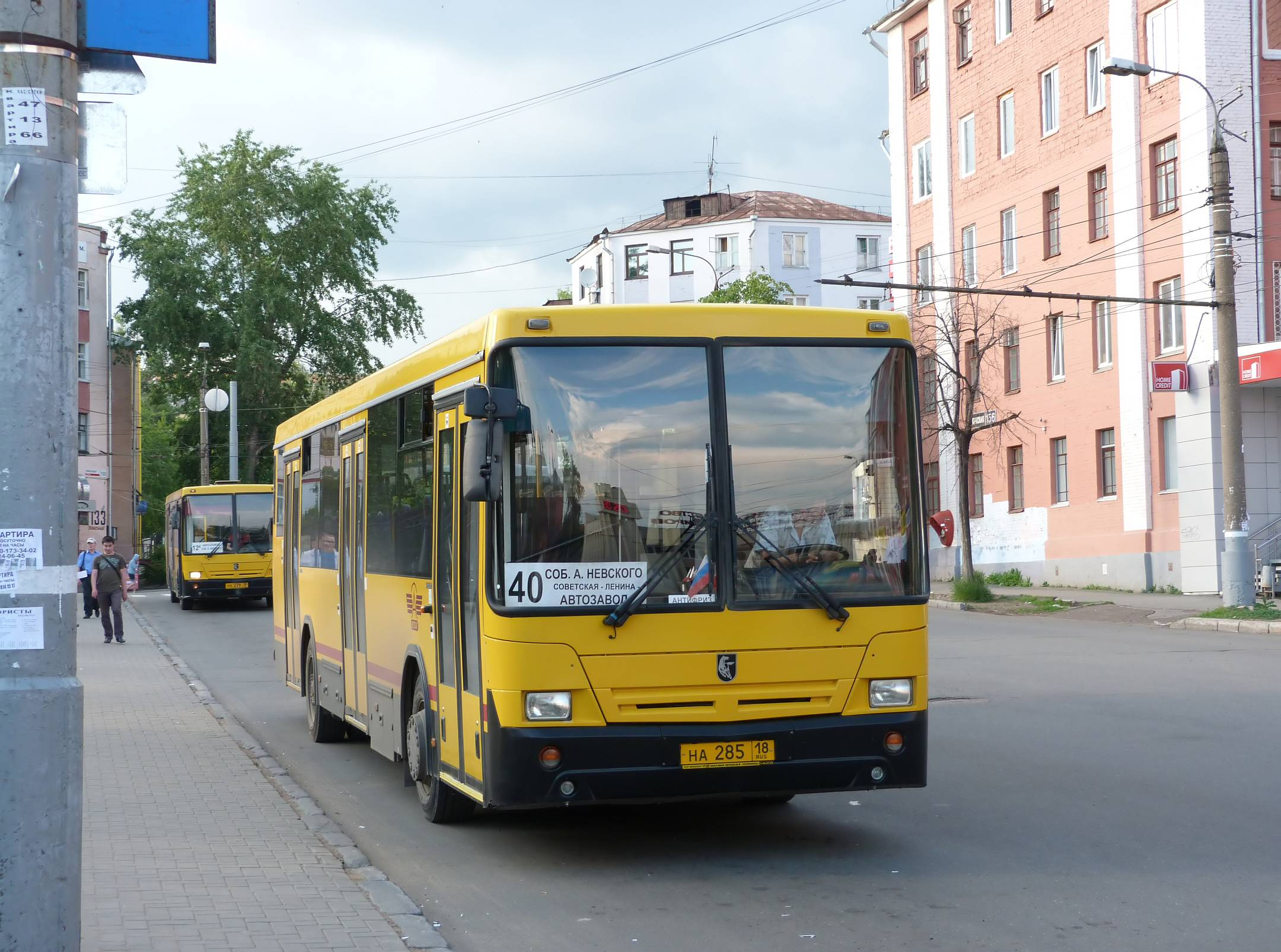
НефАЗ-5299 ИПОПАТа на остановке Собор Александра Невского

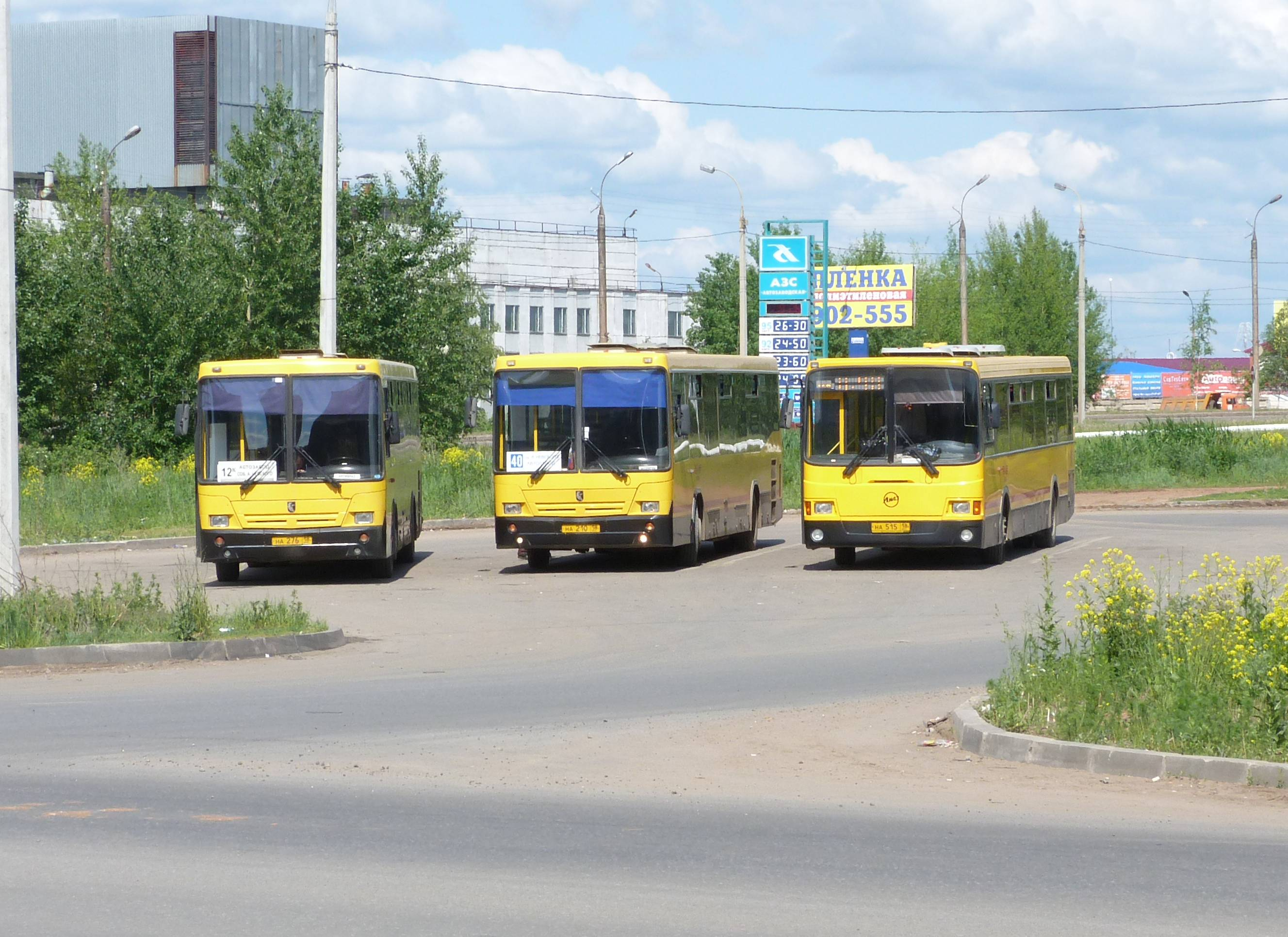
НефАЗ-5299 и ЛиАЗ-5256 ИПОПАТа на остановке Разворотное кольцо

Общее число автобусов всех перевозчиков, обслуживающих городские и пригородные маршруты Ижевска, составляет около 600 единиц.

### ИПОПАТ
По состоянию на май 2022 года подвижной состав ИПОПАТа на городских и пригородных маршрутах состоит из 368 автобусов следующих моделей:
| Автобус       | Модификация | Годы постройки | Длина, м | Число мест | Количество | Примечания                      |
| ------------- | ----------- | -------------- | -------- | ---------- | ---------- | ------------------------------- |
| МАЗ-103       | 103.486     | 2020 – 2021    | 11,3     | 110        | 76         | Низкий пол                      |
| МАЗ-103       | 103.465     | 2012           | 11,3     | 110        | 46         | Низкий пол                      |
| МАЗ-103       | 103.469     | 2013           | 11,3     | 110        | 17         | Низкий пол                      |
| ЛиАЗ-5256     | 5256.53     | 2010 – 2014    | 11,4     | 117        | 53         |                                 |
| ЛиАЗ-5256     | 5256.57     | 2010 – 2014    | 11,4     | 117        | 50         | Работают на метане              |
| ЛиАЗ-5256     | 5256.53-01  | 2010 – 2014    | 11,4     | 88         | 3          |                                 |
| НефАЗ-5299    | 5299-20-32  | 2007 – 2011    | 11,8     | 112        | 73         |                                 |
| НефАЗ-5299    | 5299-10-16  | 2007 – 2011    | 11,8     | 112        | 6          |                                 |
| НефАЗ-5299    | 5299-10-15  | 2007 – 2011    | 11,8     | 112        | 1          |                                 |
| НефАЗ-5299    | 5299-11-32  | 2007 – 2011    | 11,8     | 112        | 1          |                                 |
| ЛиАЗ-5292     | 5292.65     | 2020           | 11,9     | 112        | 20         | Переданы из Перми               |
| ЛиАЗ-5292     | 5292.67     | 2017           | 11,9     | 112        | 5          | Низкий пол · Работают на метане |
| МАЗ-105       | 105.465     | 2010 – 2011    | 18       | 160        | 6          |                                 |
| МАЗ-203       | 203.016     | 2020           | 12       | 102        | 4          | Низкий пол                      |
| Volgabus-5270 | 5270.G2     | 2017 – 2018    | 11,9     | 111        | 2          | Низкий пол · Работают на метане |
| Volgabus-5270 | 5270.GH     | 2017 – 2018    | 10,8     | 68         | 1          | Низкий пол · Работают на метане |
| МАЗ-206       | 206.067     | 2011           | 8,6      | 72         | 2          | Низкий пол                      |
| КАвЗ-4238     | 4238-72     | 2015           | 9,6      | 40         | 2          |                                 |
| Всего         | Всего       | Всего          | Всего    | Всего      | 368        |                                 |

### Другие перевозчики
По состоянию на январь 2016 года подвижной состав прочих перевозчиков на регулярных маршрутах состоит из автобусов следующих моделей:
| Тип автобуса           | Годы постройки | Длина, м | Число мест        | Перевозчик        | Количество | Маршруты |
| ---------------------- | -------------- | -------- | ----------------- | ----------------- | ---------- | -------- |
| Daewoo BS106           | 2013           | 10,5     | 76                | АвтоСити          | 2          | 39       |
| FIAT Ducato            | Неизвестно     | 5,4      |                   | Оранжевый автобус | 1          | 52, 53   |
| FIAT Ducato            | 2013           | 5,4      | ИП Матвеев П. А.  | 18                | 49         |          |
| Ford Transit           | 2012—2013      | 5,6      |                   | АвтоСити          | 22         | 10, 18   |
| Ford Transit           | 2013—2014      | 5,6      | ИП Матвеев П. А.  | 7                 | 49         |          |
| Ford Transit           | 2005—2012      | 5,6      | Оранжевый автобус | 36                | 52, 53     |          |
| Ford Transit           | Неизвестно     | 5,6      | УралАвтоПром      | 2                 | 68         |          |
| Ford Transit           | 2012—2013      | 5,6      | Пассажиравтотранс | 10                | 50         |          |
| Hyundai Aero City 540  | 1998—2000      | 10,9     | 70                | АвтоСити          | 32         | 39       |
| Mercedes-Benz Sprinter | 2003—2007      | 5,9      |                   | Оранжевый автобус | 49         | 52, 53   |
| Mercedes-Benz Sprinter | Неизвестно     | 5,9      | УралАвтоПром      | 6                 | 68         |          |
| Всего                  | Всего          | Всего    | Всего             | Всего             | 185        |          |